# جی.پی مانوکس
جی.پی مانوکس  (به انگلیسی: J. P. Manoux) بازیگر ، کمدین (زاده ۸ ژوئن۱۹۶۹) آمریکایی است.
از فیلم‌های معروف او می‌توان به بازی در فیلم اسکوبی-دو، مهمانی ساحلی و تحت‌تعقیب‌ترین‌های مالیبو اشاره کرد.